# باتانس
باتانس (Batanes) یکی از استان‌های کشور فیلیپین است. این استان در شمال این کشور قرار گرفته‌است و بخشی از جزیرهٔ لوزون به شمار می‌رود. باتانس شمالی‌ترین ناحیه فیلیپین است.
مرکز این استان شهر باسکو است. جمعیت آن حدود شانزده هزار نفر است. مساحت این استان دویست و نه کیلومتر مربع است.
این استان به لحاظ جمعیت و مساحت کوچکترین استان کشور فیلیپین است.

## نگارخانه

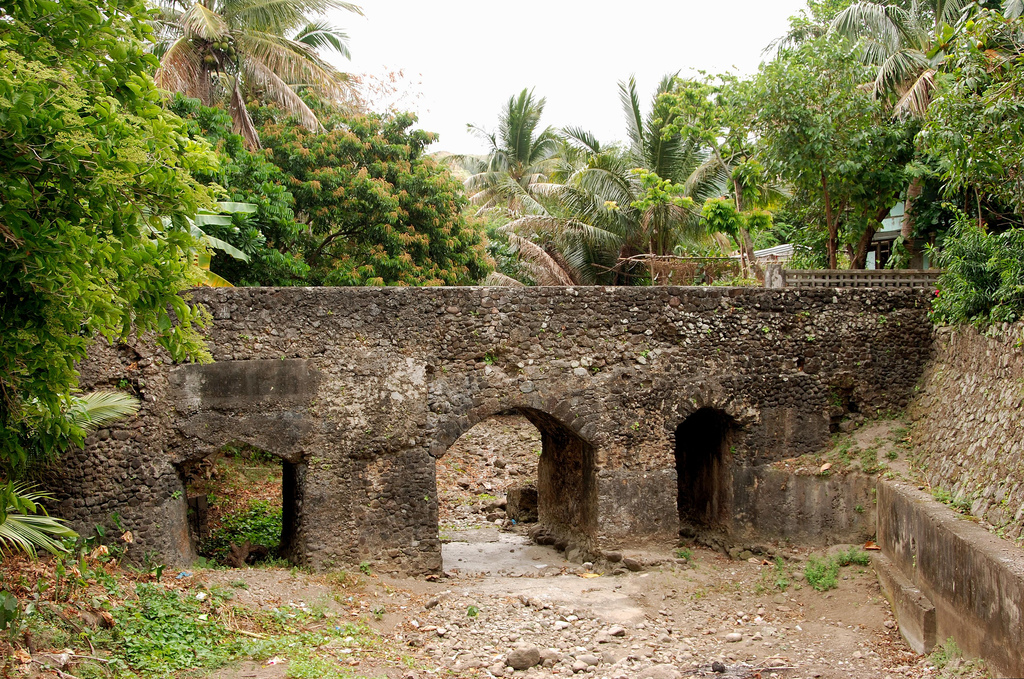
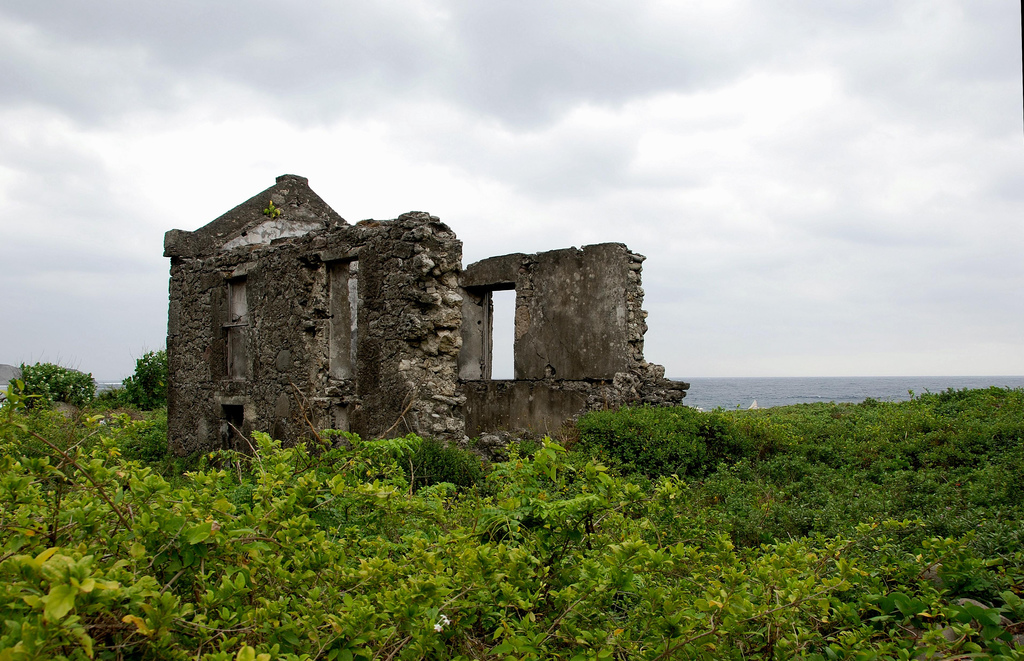
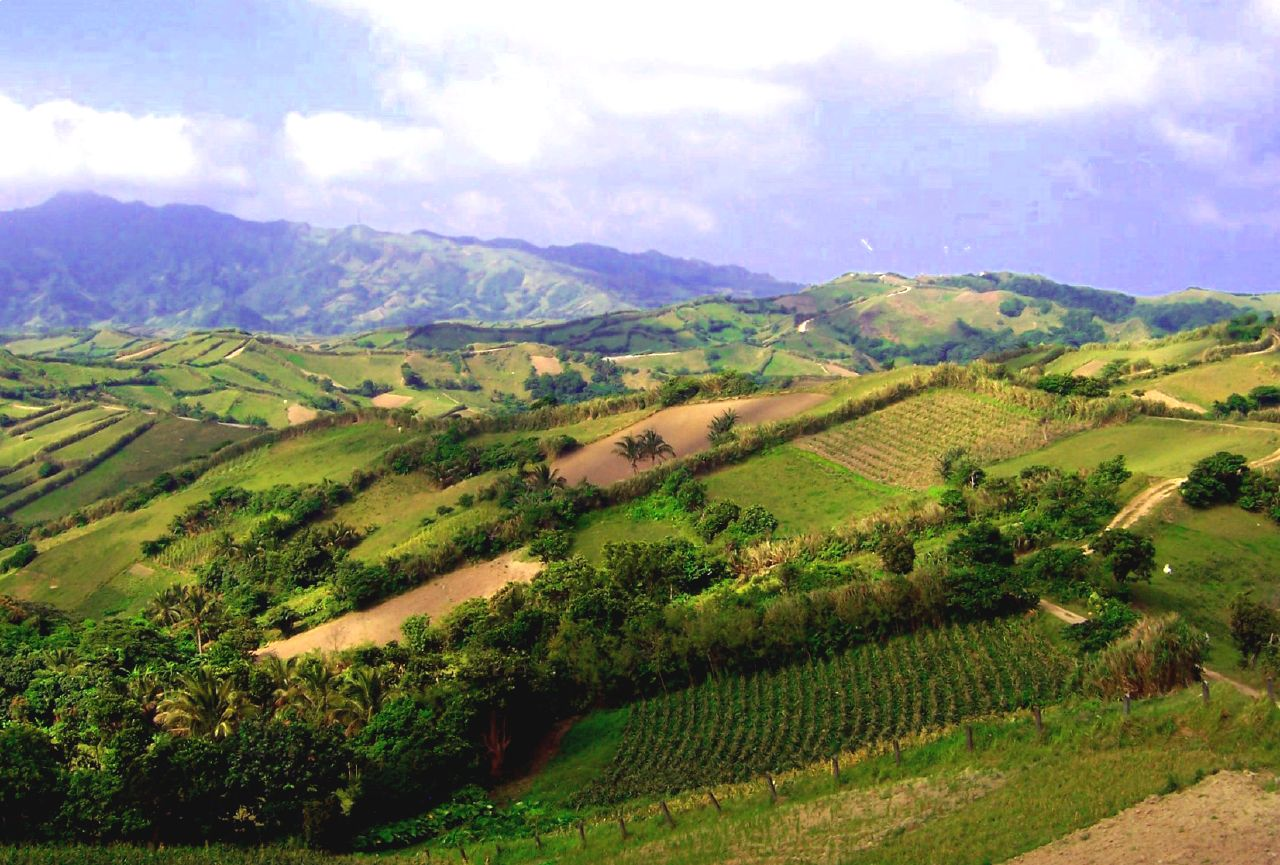